# João de Mendonça Furtado
Dom João de Mendonça Furtado (* 1530 in Portugal; † 4. August 1578 in Ksar-el-Kebir, Marokko) war Interimsgeneralgouverneur von Portugiesisch-Indien im Jahr 1564 für ein halbes Jahr.
Er kam 1547 nach Indien. Er war dann Gouverneur von Malacca und sorgte so für die Sicherheit des ihm unterstellten Territoriums von Malacca und der Molukken, später übernahm er das Amt des Gouverneurs von Damão, mit ähnlichen Aufgaben.
Nach dem Tod von Vizekönig Dom Francisco Coutinho war er Interimsgeneralgouverneur von April bis September für ein halbes Jahr Generalgouverneur von Indien, bis der Nachfolger Coutos, Dom Antão de Noronha, sein Amt antrat.
Er starb 1578 in der Schlacht von Ksar-el-Kebir.